# Öffentlichkeitsarbeit
Öffentlichkeitsarbeit, synonym Public Relations [ˌpʌblɪk rɪˈleɪʃənz], kurz PR, ist ein weit gefasster Begriff für das Management der öffentlichen Kommunikation von Organisationen gegenüber ihren externen und internen Teilöffentlichkeiten bzw. Anspruchsgruppen. Als Organisation werden unter anderem Unternehmen, Non-Profit-Organisationen, Behörden, Parteien und NGOs bezeichnet. Besonders in neueren Publikationen wird unter Bezugnahme auf die Organisationstheorie PR als Teilbereich einer übergeordneten Organisationskommunikation verstanden.
Kommunikationsaktivitäten der Organisationsform Unternehmen nennt man Unternehmenskommunikation. Die Öffentlichkeitsarbeit amtlicher Stellen nennt man regierungsamtliche oder staatliche Öffentlichkeitsarbeit. Öffentlichkeitsarbeit im Bereich Wissenschaft wird als Wissenschaftskommunikation oder Wissenschafts-PR bezeichnet.

## Begriff und Definition
Der Begriff Public Relations wurde zuerst 1882 an der Yale University (USA) verwendet. Da es keine exakte deutsche Entsprechung gibt, wird in Wissenschaft und Praxis in der Regel der englische Begriff verwendet. Die deutsche Bezeichnung Öffentlichkeitsarbeit, die für 1917 erstmals belegt ist, entspricht diesem am ehesten. Die Begriffe können sowohl eine Vermittlungstätigkeit zwischen Organisationen und ihren Bezugsgruppen bezeichnen als auch die dafür zuständige Einheit einer Organisation. Die Funktion der Public Relations hat sich im Laufe ihrer Ausdifferenzierung (siehe Geschichte) mehrmals gewandelt – und mit ihr auch die Definitionen.
Grunig und Hunt definierten Public Relations 1984 aus der Managementperspektive als „part of the management of communication between an organization and its publics“ („Teil der Verwaltung der Kommunikation zwischen einer Organisation und ihren Öffentlichkeiten“).
Carl Hundhausen nannte 1937 in seinem Artikel in der Zeitschrift Die deutsche Werbung folgende Definition:
„Public Relations ist die Kunst, durch das gesprochene oder gedruckte Wort, durch Handlungen oder durch sichtbare Symbole für die eigene Firma, deren Produkt oder Dienstleistung eine günstige öffentliche Meinung zu schaffen.“
Public Relations grenzt sich begrifflich zum einen von Agitation oder Werbung insoweit ab, als sie nicht einzelne Handlungen anzielt (etwa eine Stimmabgabe, einen Warenkauf), sondern ein generelles positives Image und eine gute Reputation erzielen möchte. Public Relations kann auf makrosozialer Ebene als gesellschaftliches Teilsystem verstanden werden, das in einem Interdependenzverhältnis zu Marketing und Journalismus steht, die als verwandte Subsysteme in Wirtschaft und Publizistik ähnliche Aufgaben wahrnehmen (vgl. Ronneberger/Rühl 1992). Unter dem Schlagwort „Determinationshypothese versus Intereffikationsansatz“ fand in den 1990er Jahren eine ausführliche Beschäftigung mit dem Verhältnis von Public Relations und Journalismus statt. Die Medienresonanzanalyse (1992) in der Studie von Lothar Rolke ergab ein Verhältnis von Selbstdarstellung zu Fremdbeobachtung in den Medieninhalten von circa 70:30 als normal, was bedeutet, dass Journalisten häufiger die Pressemitteilungen von Unternehmen und Institutionen übernehmen, als selbst zu recherchieren.
Die in neuerer Zeit etwa von Michael Kunczik gebrauchte Gleichsetzung von Public Relations und Propaganda wird vor allem in Deutschland problematisch gesehen. Dabei ist jedoch festzuhalten, dass gerade der Begründer der Public Relations in den USA, Edward L. Bernays, die beiden Begriffe lange als Synonyme gebrauchte und erst nach dem Zweiten Weltkrieg – aufgrund der negativen Konnotation des Begriffs Propaganda – zunehmend dazu überging, nur noch von Public Relations zu sprechen.
Public Relations und die von einigen Autoren synonym gebrauchten Begriffe Öffentlichkeitsarbeit, Organisationskommunikation, Kommunikationsmanagement oder Beziehungsmanagement stehen mikrosozial betrachtet für denjenigen Typ öffentlicher Kommunikation, der für eine Organisation bzw. Institution Funktionen und Aufgaben erfüllt. Diese Ziele von Public Relations können sein: Information, Kommunikation und Persuasion, und langfristige Ziele wie der Aufbau, die Erhaltung und Gestaltung konsistenter Images. Der Begriff Unternehmenskommunikation bezieht sich nur auf eine Art von Organisationen, nämlich profitorientierte Unternehmen.
Da Public Relations in dem Spannungsfeld einer Organisation agiert, soll ein Konsens mit den Teilöffentlichkeiten in der Umwelt der Organisation und so auch im Fall von Konflikten glaubwürdiges Handeln der Organisation geschaffen werden. Besondere Aufmerksamkeit wird dabei den Bezugsgruppen der Organisation zuteil, also etwa Anteilseignern, Bewohnern, Bürgern, Vereinen, Bürgerinitiativen, dem Gesetzgeber, Kapitalgebern, Kunden, Lieferanten, Massenmedien, Mitarbeitern usw. Nicht glaubwürdig und deshalb verpönt ist das sogenannte Astroturfing. Auch Teile des Guerilla-Marketings fallen in diese Grauzone.

## Ziele
Das Hauptziel der externen Public Relations ist der strategische Aufbau einer Beziehung zwischen Organisationen (z. B. Unternehmen, gemeinnützigen Institutionen, Parteien) einerseits und externen Stakeholdern (z. B. Kunden, Lieferanten, Aktionären, Arbeitnehmern, Politikentscheidern, Spendern, Wählern) anderseits, um Sympathie und Verständnis dieser Gruppen gegenüber der Organisation zu erzeugen. Dazu gehört die Gewinnung von Meinungsführern, die Beeinflussung politischer Entscheidungsträger (Lobbyismus) oder die Okkupation von Begriffen (Wording/Framing), d. h. die Bereitstellung eines Katalogs an Euphemismen, deren Nutzung den Aufbau eines konsistenten Bildes in der Öffentlichkeit fördern soll. Ein weiteres Ziel externer Öffentlichkeitsarbeit ist der Ausbau des Bekanntheitsgrads einer Organisation (etwa durch Media Relations).
Hauptaufgabe der internen Public Relations ist der Aufbau einer Corporate Culture und eines Corporate Image. Die hauptsächliche Anspruchsgruppe sind dabei die Mitarbeiter, besonders hervorzuheben sind Führungskräfte. Dabei werden als Einzelfunktionen (nicht unbedingt systematisch ausgefeilt) die Informations-, Kontakt-, Image-, Harmonisierungs-, Stabilisierungs-, Absatzförderungs-, Kontinuitäts-, Balance- und Sozialfunktion unterschieden. Anlässe sind etwa die Einführung neuer Produkte auf den Markt, Personalveränderungen, Jubiläen, Jahresabschlüsse, Aufnahme neuer Beziehungen, das soziale Engagement, wichtige Besuche und Krisenkommunikation.

### Abgrenzung zu Marketing(kommunikation) und Werbung
Marketing, Marketing-Kommunikation und Werbung beziehen sich primär auf marktrelevante Prozesse. Der Fokus liegt auf den Konsumenten als wichtigste Zielgruppe. Im Gegensatz dazu bezieht sich der PR-Begriff auf alle Anspruchsgruppen, insbesondere die große, sehr heterogene Öffentlichkeit.
Die Marketing-Kommunikation lässt sich im Allgemeinen als Austausch von Informationen bezeichnen und umfasst alle Elemente, die der Bedeutungsvermittlung nach innen und außen dienen. Aus den Unternehmenszielen leitet sich der durch die integrierte Marketing-Kommunikation umzusetzende Zweck ab. Angesichts der so entstehenden inhaltlichen Vernetzung der einzelnen Kommunikationsformen kommt es zwangsläufig zu Überschneidungen bei den im Einzelnen angestrebten Zielen. Abgrenzungen lassen sich aufgrund der Gestaltung sowie der Art der Übermittlung von Informationen anhand folgender Eigenschaften aufzeigen: Öffentlichkeitsarbeit und Werbungskommunikation unterscheiden sich hinsichtlich ihrer angestrebten Ziele, der Rückkopplung der Kommunikation, der angestrebten Zielgruppen und durch ihre unterschiedliche Argumentation voneinander. Unter Werbung versteht man sämtliche Kommunikationsaktivitäten, die Angebote (Produkte, Dienstleistungen) bekannt machen und deren Verkauf ankurbeln. Diese Art der Beeinflussung des Kaufverhaltens verfolgt primär das Ziel der Absatzsteigerung.
Im Gegensatz dazu verfolgt PR vorrangig das Ziel, aufgrund der Beeinflussung der Meinungsbildung Verständnis und Vertrauen zu erlangen und damit das Image der betreffenden Organisation zu stärken. Zentrales Mittel der PR ist die Medienarbeit – PR kann jedoch wie Werbung via bezahlten Medienraum (Inserat, Plakat, Radio-/TV-Spot) sowie Social Media geschehen. PR konzentriert sich nicht allein auf den Absatzmarkt, da sie im Vergleich zur Werbung meist indirekter operiert und mit einer langfristigen Wirkungsabsicht auf die Öffentlichkeit ausgerichtet ist. Gleichwohl unterstützt gute PR die Werbung und andere Marketingkommunikation.

## Geschichte
Öffentlichkeitsarbeit wurde im Zuge der Ausdifferenzierung der Gesellschaft sowie zunehmender räumlicher Entgrenzung von Organisationen notwendig. Berufsgeschichtlich hat sie vor allem mit dem Journalismus gemeinsame Wurzeln. Infolge der Herausbildung von Massenmedien wuchs sie gemeinsam mit diesen erheblich in Umfang und Komplexität. Unberührt hiervon bleibt, dass bestimmte Handlungen, die zum typischen Rüstzeug der Public Relations gehören, eine deutlich länger als in die Mitte des 19. Jahrhunderts zurückreichende Tradition haben.
Der Forschungsstand ermöglicht derzeit vor allem einen Vergleich der Geschichte der PR in den USA und in Deutschland. Während die Entwicklungen und Herausforderungen an Organisationen in Bezug auf Massenmedien und Wachstum vergleichbar waren, nahmen unterschiedliche Denktraditionen und soziokulturelle Entwicklungen erheblichen Einfluss auf die Entwicklungslinien der konkret herausgebildeten PR-Systeme. Besonders hervorzuheben sind dabei die beiden Diktaturen des 20. Jahrhunderts in Deutschland.
Periodisierungen der Geschichte der Public Relations (und gesammelte Beispiele von PR-Aktionen) liegen vor von Günter Bentele, Edward Bernays, Scott Cutlip, James E. Grunig, Kordes/Pollmann, Franz Ronneberger und Albert Oeckl. Längs der Entwicklung eines Strukturwandels der Öffentlichkeit (Jürgen Habermas) lassen sich grundlegende Strömungen zwar supranational nachvollziehen, die Ausdifferenzierung der Public Relations in den jeweiligen Gesellschaften lässt sich jedoch aufgrund erheblicher soziohistorischer Differenzen mit größerem Gewinn auf nationaler Ebene beschreiben.

### Vorläufer der Öffentlichkeitsarbeit
- Im antiken Griechenland und Rom: Gedanken über die Relevanz der öffentlichen Meinung. Das Streben nach Ruhm wird heute teils als eine Anwendung von Impression Management verstanden.
- 1622: Gründung der Congregatio de propaganda fide durch Papst Gregor XV.
- 1641: New England’s First Fruits in London veröffentlicht, die laut Cutlip erste PR-Broschüre (mit dem Ziel „fund raising“)
- 18. Jahrhundert: Die Arbeit der Revolutionäre im Amerikanischen Unabhängigkeitskrieg trägt PR-praktische Handschrift.

### Entstehung im heutigen Sinne
- 1848 (Deutschland): Gründung des „Ministerialzeitungsbüros“ für staatliche Öffentlichkeitsarbeit (ab 1851 „Zentralstelle für Presseangelegenheiten“)
- Mitte des 19. Jahrhunderts (USA): Presseagenten insbesondere für die Eisenbahn und „Zirkus“, wie zum Beispiel das American Museum von P.T. Barnum
- 1851: Krupp lässt auf der (ersten) Weltausstellung einen großen Stahlblock präsentieren (gerne kolportiert als das erste PR-Event).
- 1886: Suppengewürzhersteller Julius Maggi richtet in Deutschland ein „Reclame- und Pressebüro“ ein, um seine Produkte bekannter zu machen und um sie besser zu vermarkten.

### 20. Jahrhundert

#### USA
In der Darstellung nach Cutlip ergeben sich die folgenden zeitlichen Etappen:
- bis 1917: Aufkommen von PR (seedbed era) als defensive Informationstätigkeit von Unternehmen gegenüber investigativen Journalisten (muckrakers) und für weitreichende politische Reformen unter Theodore Roosevelt und Woodrow Wilson
- 1917–1919: Einsatz von PR in der Zeit des Ersten Weltkriegs, (creel committee) um die Bereitschaft für Kriegsanleihen, Spenden und in den Krieg zu ziehen zu steigern.
- in den Goldenen Zwanzigern: Gründerjahre des Berufsfelds und Boom von PR für wirtschaftliche, politische und soziale Zwecke
- 1930–1945: In der Zeit nach der Wirtschaftskrise und dem Zweiten Weltkrieg dominiert die Entwicklung politischer und staatlicher Öffentlichkeitsarbeit unter Franklin D. Roosevelt und Louis McHenry Howe.
- 1945–1965: In der Nachkriegszeit bildete sich ein breites Berufsfeld heraus.
- ab 1965: Globalisierung und Informationsgesellschaft: Mit der exponentiellen Steigerung der Kommunikationsmöglichkeiten steigt auch der Bedarf an Kommunikationsmanagement rapide an.

#### Deutschland
Nach Günter Bentele ergeben sich hier seit Mitte des 20. Jahrhunderts folgende Abläufe:
- 1906: Das erste staatliche „Pressbüro“ entstand in Magdeburg, 1914 waren es bereits 20 kommunale Pressestellen.
- bis 1918: Kriegs-PR, der Beruf entstand.
- 1918–1933: Pressearbeit wurde in Wirtschaft, Politik und Kommunen selbstverständlich.
- 1933–1945: In der Zeit des Nationalsozialismus stand Pressearbeit unter großem Einfluss und sogar Vorbehalt der politischen Propaganda.
- 1945–1958: In der Bundesrepublik Deutschland setzte nach der Kapitulation eine Entdeckung von Public Relations nach amerikanischem Vorbild als etwas Neues ein, das sich rasch zu einem Berufsfeld entwickelte.
- 1958–1985: Nach der Gründung des Berufsverbands in der Bundesrepublik Deutschland wuchs die Branche und entwickelte berufspraktische Ausbildungswege. In der DDR bildete sich ein Typ sozialistischer Öffentlichkeitsarbeit heraus.
- seit 1985: Wachstum bei den PR-Agenturen und Akademisierung des Berufs

Das rasante Wachstum der PR-Agenturen in Deutschland seit Mitte der 1980er Jahre beruhte insbesondere auf der steigenden Bedeutung der Öffentlichkeitsarbeit für Unternehmen als weiterer Kommunikationsweg und Instrument zur Zielgruppenansprache. Nach Rankings der Fachzeitschrift W&V (Werben & Verkaufen) erwirtschaften große PR-Unternehmen heute bis zu 50 Millionen Euro Umsatz im Jahr in Deutschland.
Während sich die Arbeitsbedingungen der Journalisten als vierte Gewalt im Staat durch die Medienkrise verschlechtern, versorgen immer mehr (30.000 bis 50.000) PR-Mitarbeiter rund 48.000 hauptberufliche Journalisten in Deutschland (2007). In Deutschland gibt es laut Schätzungen des Statistischen Bundesamtes rund 2200 überwiegend sehr kleine PR-Beratungsunternehmen (das größte hat über 400 Mitarbeiter, die Nummer zehn nur 60).

#### Sonderfall Schweiz
Eine besondere Stellung hat die PR im Lande der direkten Demokratie: Bei den Schweizer Volksabstimmungen verschwimmen die Grenzen zwischen Public Affairs und PR – die Öffentlichkeitsarbeit im Rahmen von Abstimmungskämpfen verfolgt dieselben Ziele wie das Lobbying, jedoch beim (Stimm-)Volk, also der Öffentlichkeit (und nicht bei Verwaltung, Regierung und Parlament).

## Aufgabenfelder und Instrumente
Die grundsätzliche Aufgabe der Public Relations ist es, den Kontakt zwischen einem Auftrag- oder Arbeitgeber und einer definierten Anspruchsgruppe herzustellen, zu festigen oder auszubauen.
Die Deutsche Gesellschaft für Public Relations (DPRG) teilt das Aufgabenfeld der Öffentlichkeitsarbeit in zwölf Gebiete ein:
1. Human Relations richten sich an Mitarbeiter, aber auch deren Angehörige sowie an frühere und potenzielle Mitarbeiter.
2. Media Relations richten sich an Vertreter journalistischer Massenmedien als potenzielle Multiplikatoren öffentlicher Informationsverbreitung.
3. Public Affairs richten sich an Mandats- und Entscheidungsträger in Politik und öffentlicher Verwaltung und ist in der Praxis entgegen der Bezeichnung eher eine vertrauliche Angelegenheit.
4. Financial/Investor Relations richten sich an die Kreise mit Kapital-Interessen wie Miteigentümer, Gläubiger oder Finanz-Analysten.
5. Community Relations richten sich an Anwohner und das nachbarschaftliche Umfeld (s. a. Corporate Citizenship und Corporate Social Responsibility).
6. Product Publicity/Produkt-PR richten sich an Nutzer und potenzielle Nutzer von Produkten und Dienstleistungen.
7. Öko-Relations richten sich an kritischen Diskursen um Normen und Werte der Umweltbilanz aus.
8. Issues Management dient themenbezogener Kommunikation.
9. Crisis Management regelt kritische Kommunikationssituationen.
10. Corporate Identity gestaltet das kommunikative Erscheinungsbild.
11. Vertriebs-PR unterstützt Vertriebsaktivitäten.
12. Internationale Public Relations finden global oder länderspezifisch statt.

Hierzu steht eine Reihe von Kommunikationsinstrumenten zur Verfügung, unter anderem sind dies:
- Presse- bzw. Medienarbeit: Schreiben und Verbreiten von Pressemitteilungen, Themenbeiträgen für verschiedene Medien, Anwenderberichten, Reden, Biografien, Themenplanung, über Pressekonferenzen und Gesprächsrunden, Redaktionsbesuche mit Kunden, Beantworten von Presseanfragen, Durchführung von Journalistenreisen und Interviews, Pressekonferenzen, Pressegesprächen, Presseeinladungen, Internetbetreuung, Bereitstellung von Fotomaterial.
- Medienbeobachtung: Beobachtung der Medienpräsenz sowie Auswertung und Analyse der Berichterstattung, zum Beispiel durch das Erstellen von Pressespiegeln sowie quantitativen und qualitativen Medienresonanzanalysen.
- Kommunikations-Controlling: Über die Medienbeobachtung hinausgehende Messbarmachung und Auswertung der PR-Aktivitäten. Messung des Beitrags der PR zum Erfolg und zur Wertsteigerung eines Unternehmens.
- Mediengestaltung: Erstellen von Geschäftsberichten, Broschüren, Flyern, Anzeigen, Newslettern, Verbraucherzeitschriften, Internet-Seiten, Advertorials.
- Veranstaltungsorganisation: Planung und Durchführung von Konferenzen, Seminaren, Festen, Verbraucherveranstaltungen, Messen und sonstigen Veranstaltungen wie etwa Meet and Greet
- Interne Kommunikation: Erarbeitung von Mitarbeiterzeitschriften, Newslettern, Planung und Durchführung von Veranstaltungen für Mitarbeiter, Schulung von Mitarbeitern, Intranetbetreuung, Wording
- Online-PR: Verbessern klassischer PR-Instrumente durch zusätzliche Services (z. B. Online-Newsroom), Entwickeln eigener Instrumente und Strategien (z. B. Corporate Websites, Themenwebsites, Corporate Blogs, Online-Magazine, Online-Campaigning)
- Training: Medientraining, Fortbildungen, Schreibtraining

## Berufsfeld
Das Berufsfeld umfasst die Arbeit in Kommunikations- und PR-Abteilungen in Organisationen sowie auf Dienstleisterseite in Kommunikations- und PR-Agenturen. Kommunikationsabteilungen gibt es im ökonomischen, politischen sowie im gesellschaftlichen Sektor. Der Bereich Presse- und Medienarbeit macht in Deutschland den größten Arbeitsbereich von Kommunikationsverantwortlichen aus, gefolgt von Interner Kommunikation und Marketing-Kommunikation.

### Berufe
Typische Berufe und Berufsbezeichnungen sind – je nach Kommunikationsdisziplin und organisatorischem Rang:
- Kommunikationsmanager oder PR-Manager (und je nach Spezialisierung z. B. Manager Interne Kommunikation, Media Relations Manager, Investor Relations Manager, Public Affairs Manager oder Digital Communications Manager)
- Pressesprecher oder Pressereferent
- Kommunikationsdirektor und Chief Communications Officer (CCO)
- Kommunikations- oder PR-Berater

### Herausragende Personen
- Phineas T. Barnum gilt im 19. Jahrhundert als prototypischer Anwender des Aufmerksamkeitsgedankens (publicity).
- Barbara Baerns war erste Professorin für Öffentlichkeitsarbeit in Deutschland (1989 an der Freien Universität Berlin), Forschungen zur Determinationsthese.
- Günter Bentele war 20 Jahre lang Lehrstuhlinhaber für Public Relations an der Universität Leipzig, der erste Lehrstuhl dieser Art in Deutschland.
- Edward L. Bernays schrieb 1923 das erste Buch über PR (Crystallizing Public Opinion) und hatte als Ergebnis seiner lebenslangen theoretischen und praktischen Tätigkeit Vorbildwirkung besonders auch für die deutschen PR.
- Carl Hundhausen führte in der Nachkriegszeit den Begriff PR in Deutschland einer breiteren praktischen und theoretischen Öffentlichkeit zu.
- Josef von Ferenczy gilt als der erste Medienmanager in der Geschichte des deutschsprachigen Raums.[9][10] Beriet jahrzehntelang führende Politiker und Wirtschaftsführer.
- Moritz Hunzinger berät Politiker und vermittelt Kontakte zur Wirtschaft. Er gilt aufgrund verschiedener Skandale und Verstrickungen als das Enfant terrible der deutschen PR. PR-Wissenschaftler und -Praktiker bestreiten, dass die Aktivitäten von Hunzinger tatsächlich dem Bereich PR zufallen.
- Klaus Kocks verbindet als Hochschullehrer und PR-Experte Wissenschaft und PR-Praxis.
- Ivy Ledbetter Lee stellte 1906 (declaration of principles) seine Arbeit als Presseagent unter das Motto der öffentlichen Informationstätigkeit.
- Albert Oeckl gilt als Nestor (Altmeister) der PR in Deutschland, war umfangreich theoretisch und praktisch tätig und stand über Jahrzehnte hinweg an der Spitze zuerst der DPRG, dann der IPRA.
- Arthur Page begleitete ab 1927 als Vizepräsident den Aufstieg von AT&T mit wissenschaftlich und ethisch fundierter PR.
- Franz Ronneberger legte 1992 mit seiner Publikation „Theorie der PR. Ein Entwurf“ den Grundstein zu einer ersten wissenschaftlichen Auseinandersetzung mit Öffentlichkeitsarbeit und war neben Oeckl und Hundhausen einer der führenden PR-Theoretiker Deutschlands. Er versuchte v. a. in den 1970ern und 1980ern PR-Arbeit aus theoretischen Blickwinkeln zu erklären und legte dabei besonderes Augenmerk auf die Analyse der wechselseitigen Beziehungen zwischen Gesellschaft, öffentlicher Meinung und Public-Relations-Arbeit, aus dem das Politisch-Gesellschaftliche Modell der PR entstand. Siehe auch: Sozialisation durch Massenkommunikation
- Ludwig Roselius war nicht nur Theoretiker, sondern machte auch Kaffee HAG zu einem der ersten internationalen Markenartikel. Er hat Künstler nicht als Mäzen, sondern als Unternehmer gefördert (Böttcherstraße in Bremen) und damit einen Grundstein für modernes Sponsoring im Sinne gesellschaftlicher und kultureller Verantwortung gelegt.
- Manfred Piwinger führte innovative Instrumente in die Öffentlichkeitsarbeit in Deutschland ein, wie den Geschäftsbericht, und legte einen Fokus auf die Unternehmenskultur. Als Publizist veröffentlichte er 10 Monografien und über 250 Beiträge in Sammelbänden und Journals.
- Ansgar Zerfaß ist Lehrstuhlinhaber für Public Relations an der Universität Leipzig.

### Verbände
- BdKom: Bundesverband der Kommunikatoren e. V., ein Berufsverband der Public-Relations-Fachleute in Deutschland mit Sitz in Berlin
- DPRG: Deutsche Public Relations Gesellschaft e. V., ein Berufsverband der Public-Relations-Fachleute in Deutschland mit Sitz in Berlin
- GPRA: Gesellschaft Public Relations Agenturen e. V., der Wirtschaftsverband der Public Relations- und Kommunikationsberatungsunternehmen Deutschlands mit Sitz in Frankfurt am Main
- DRPR: Deutscher Rat für Public Relations, eine Einrichtung zur freiwilligen Selbstkontrolle der PR-Fachleute
- PRVA: Public Relations Verband Austria, freiwillige Standesvertretung der professionellen, selbstständig und unselbstständig erwerbstätigen PR-Fachleute in Österreich
- SPRG: Schweizerische Public Relations Gesellschaft, Branchenorganisation der Öffentlichkeitsarbeiter in der Schweiz mit Sitz in Zürich
- IPRA: International Public Relations Association
- EUPRERA: The European Public Relations Education and Research Association
- Global Alliance for Public Relations and Communication Management

## Kodizes
Für den Deutschen Rat für Public Relations sind vor allem die Kodizes des eigenen Berufsstandes relevant. Auf internationaler Ebene sind das der Code d’Athènes, ein Moralkodex, und der Code de Lisbonne, ein Verhaltenskodex. Für Deutschland gelten zusätzlich die „sieben Selbstverpflichtungen“ der DPRG-Mitglieder. Dieser deutsche Text enthält die konkretesten Bestimmungen. Weiterhin gilt der Deutsche Kommunikationskodex.
Der Code d’Athènes wurde am 11. Mai 1965 von der inzwischen aufgelösten Confédération Européenne des Relations Publiques (CERP) und der International Public Relations Association (IPRA) in Athen als internationaler Moralkodex beschlossen, dem alle untergeordneten nationalen Gesellschaften und Assoziationen zustimmten. Autor des Kodex ist der Franzose Lucien Matrat.
Der Code de Lisbonne wurde am 16. April 1978 von der CERP in Lissabon beschlossen. Er sollte als europaweiter Kodex für alle 18 nationalen Gesellschaften (aus 15 europäischen Ländern), die in der CERP Mitglied waren, gelten.
Den IPRA Code of Conduct veröffentlichte die IPRA 2011. Er fasst die drei Kodizes Code of Venice (1961), Code d'Athénes (1965) und Code of Brussels (2007) zusammen. Dieser Moral- und Verhaltenskodex mit 18 Punkten soll Gültigkeit für die PR-Praktiker in den nationalen Mitgliedsverbänden haben. Er wurde in 23 Sprachen übersetzt.

## Forschung zur Öffentlichkeitsarbeit
Die wissenschaftliche Beschreibung von PR verwendet zur Beschreibung und Erklärung oft kommunikationswissenschaftliche Ansätze, die jedoch unterschiedlichen Disziplinen zugeordnet werden müssen, unter anderem folgende:
- 4-Typen-Modell (Grunig/Hunt 1984) Managementtheorie
- Determinationsthese (Baerns) und Intereffikationsansatz (Bentele / Liebert / Seeling)
- PR-Arbeit als Organisationsfunktion (Szyszka)
- PR = Konstruktion wünschenswerter Wirklichkeiten (Merten 1992) Konstruktivismus
- PR = Interaktion in Gesellschaft (Faulstich)
- PR als Differenzmanagement von externer Kontextsteuerung und interner Selbststeuerung (Hoffjann 2009) Systemtheorie
- PR als gesellschaftliches Teilsystem (Ronneberger / Rühl 1992) Systemtheorie
- Theorie öffentlichen Vertrauens (Bentele)
- Verständigungsorientierte Öffentlichkeitsarbeit (Burkart 1993) Soziologie
- Win-Win-Modell exzellenter PR (Grunig et al. 1992, 1995, 2002)
- Vernetzte Kommunikation (Bogner)
- PR als funktionales Element der strategischen Unternehmensführung (Zerfaß 1996) Betriebswirtschaftslehre
- PR = Steuerung, Reflexierung und Interpenetration (Jarren / Röttger 2004) Strukturationstheorie

## Ausbildung und Lehre
Public Relations wird heute an Universitäten und Fachhochschulen gelehrt, eine Ausbildung ist zudem in PR-Volontariaten in Unternehmen oder Agenturen möglich. Im Juli 2010 existierten in Deutschland elf PR-Masterstudiengänge, davon drei an Universitäten, fünf an Fachhochschulen sowie drei berufsbegleitende Angebote. An vielen Universitäten ist Public Relations Lehrbestandteil kommunikations- und medienwissenschaftlicher Bachelorstudiengänge. Teilweise kann PR als Studien- oder Vertiefungsschwerpunkt gewählt werden.
Durch die wachsende Relevanz von Tätigkeiten, die unter dem Begriff Öffentlichkeitsarbeit subsumiert werden können, schreitet auch die Professionalisierung des Tätigkeitsbereiches weiter voran. Damit einhergehend steigen auch die Anforderungen an zukünftige PR-Fachkräfte. Rekrutierten sich etwa in den 1980er Jahren gerade einmal 41 % der PR-Fachkräfte aus Akademikern, stieg dieser Anteil Mitte der 1990er auf 79 % an und lag im Jahr 2012 bereits bei 83 %.
Neben einem Abschluss in einem Studiengang mit explizitem PR-Bezug und anschließendem Volontariat bzw. Trainee-Programm, stehen zudem zahlreiche Einstiegs- und Qualifizierungswege vor allem für Hochschulabsolventen, aber auch Quereinsteiger aus anderen Berufsfeldern, zur Wahl. So können unterschiedliche Abschlüsse und Zertifikate erworben werden, die nach entsprechenden Lehrgängen und Prüfungen ausgestellt werden. Die wichtigsten Institutionen, die solche Lehrgänge und Zertifikate anbieten und ausstellen, sind auf Initiative diverser größerer PR-Verbände ins Leben gerufen worden. Einer der wichtigsten Ansprechpartner hierzu ist die Akademie für Kommunikationsmanagement e. V., sowie die Prüfungs- und Zertifizierungsorganisation der deutschen Kommunikationswirtschaft (PZOK), die von den drei großen Kommunikationsverbänden Bundesverband der Kommunikatoren, Deutsche Public Relations Gesellschaft und Gesellschaft der Public Relations Agenturen gegründet wurde.
Qualifizierungsmöglichkeiten werden zudem in Kompaktseminaren (z. B. durch das Deutsche Institut für Public Relations e. V.), Vollzeitlehrgängen (z. B. an der Journalistenakademie), berufsbegleitenden Lehrgängen (z. B. über die Deutsche Presseakademie), in berufsbegleitenden Studiengängen (z. B. an der Leipzig School of Media) oder auch als Fernlehrgang an verschiedenen zertifizierten Fern-Universitäten und -Schulen angeboten.